# Privatbibliothek Martin Luthers

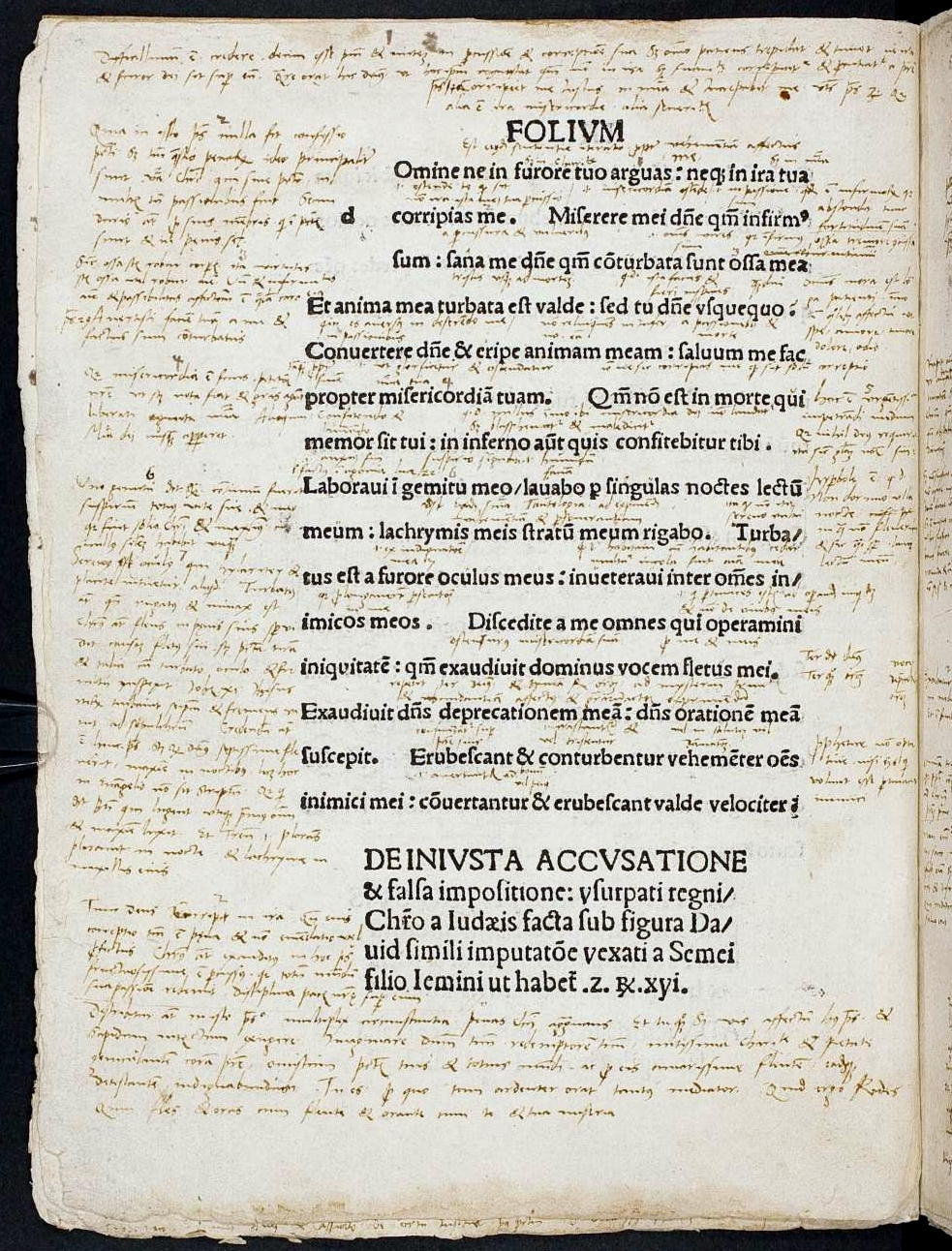
Wolfenbütteler Psalter von 1513 mit handschriftlichen Notizen Martin Luthers (Herzog August Bibliothek Wolfenbüttel)

Die Privatbibliothek Martin Luthers war eine Büchersammlung, die der Wittenberger Reformator aufgebaut hatte und die nach seinem Tode 1546 zerstreut wurde. Nur ein geringer Teil seiner Bücher ließ sich identifizieren. Das liegt vor allem daran, dass Luther fast nie Besitzvermerke in seine Bücher eintrug.

## Luther als Bibliotheksbenutzer

### Erfurt
In seiner Zeit als Augustinereremit in Erfurt nutzte Luther die Bibliothek seines Klosters. Die Erfurter Niederlassung seines Ordens hatte zwischen 1502 und 1516 ein Bibliotheksgebäude neu errichten lassen, nachdem ihr die große Privatbibliothek des Propstes von St. Severi, Laurentius Grimme, gestiftet worden war. Im Erdgeschoss des 24,5 m × 10 m großen Baus war eine Pultbibliothek aufgestellt, wie Kettenspuren an erhaltenen Büchern der vorreformatorischen Zeit zeigen. Einen Katalog oder Inventar gibt es nicht, nur ein Bruchteil des einstigen Bestandes ist erhalten und der vorreformatorischen Klosterbibliothek sicher zuzuweisen: 8 Handschriften, 62 Inkunabeln, 7 Drucke des 16. Jahrhunderts. Eine Gruppe von Büchern der Erfurter Klosterbibliothek mit Randbemerkungen Luthers gelangte über mehrere Zwischenstationen in die Ratsschulbibliothek Zwickau, wo sie 1890 von Georg Buchwald entdeckt wurden:
1. Augustinus: Opuscula,
2. Augustinus: De trinitate,
3. Augustinus: De civitate Dei,

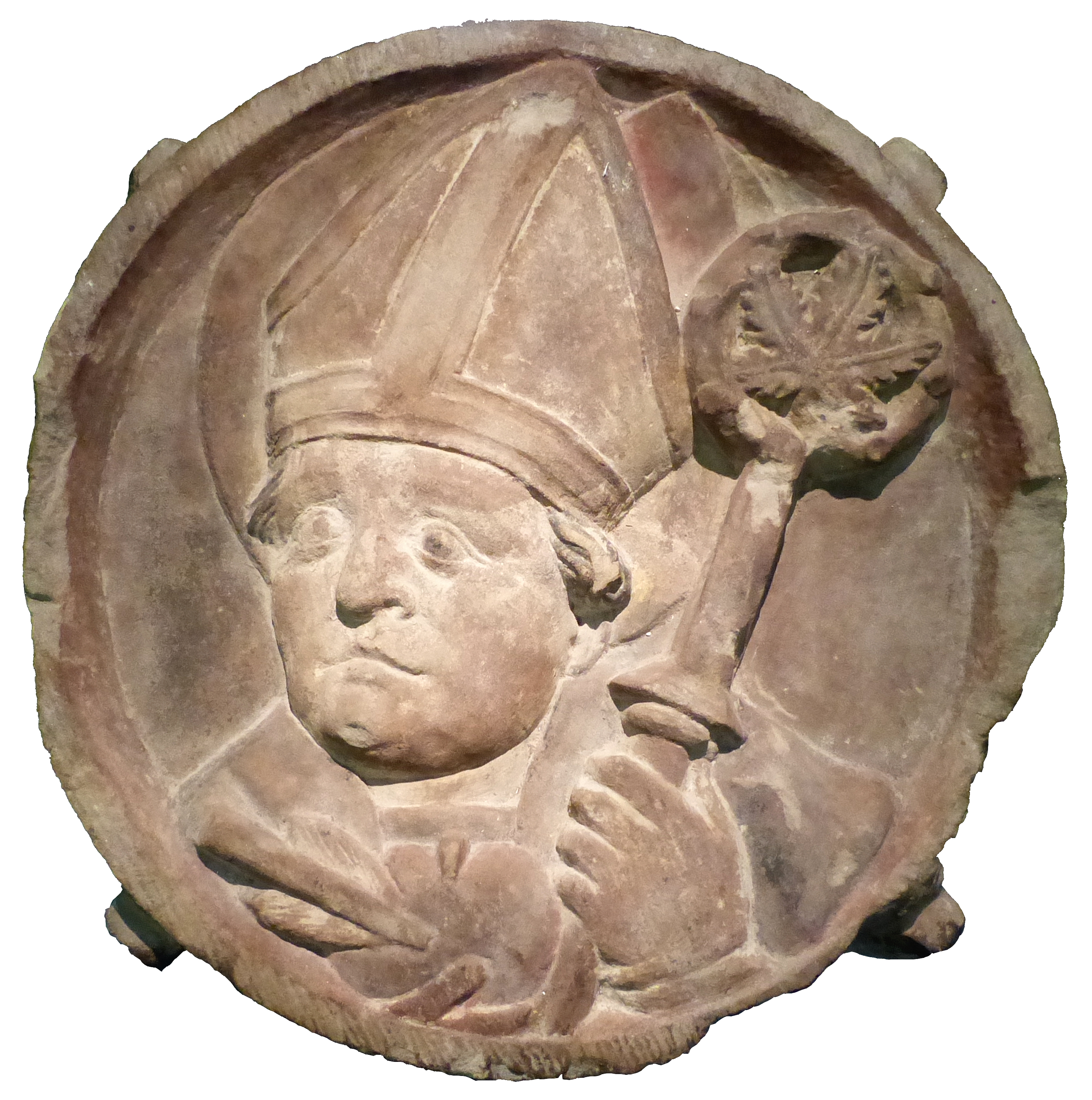
Kirchenvater Augustinus, Schlussstein der 1945 zerstörten Bibliothek des Augustinerklosters Erfurt

4. Petrus Lombardus: Sentenzen (Textus sententiarum cum conclusionibus ac titulis questionum sancti Thome),
5. Anselm von Canterbury: Opuscula,
6. Johannes von Trittenheim: Liber lugubris de statu et ruina monastici ordinis (mit Nr. 5 zusammengebunden),
7. Johannes Tauler: Predigten.

Auf dem Titelblatt der Opuscula Augustinus’ findet sich folgende lateinische Notiz in Luthers Handschrift: „Der selige Augustinus starb im Jahr des Herrn 433. Und nun, nämlich 1509, ist er vor 1076 Jahren gestorben.“ Demnach hat Luther im Jahr 1509 in der Erfurter Klosterbibliothek mit dem Band gearbeitet.
Jun Matsuura entdeckte 1984 bisher unbekannte Randbemerkungen Luthers in einem Sammelband, der unter anderem Wilhelm von Ockhams Quodlibeta septem. de sacramento altaris enthält. Auch dieses Buch gehörte ursprünglich in die Bibliothek des Erfurter Augustinerklosters und befindet sich heute in der Staatsbibliothek zu Berlin. Weitere Randbemerkungen aus Luthers Erfurter Klosterzeit fanden sich in folgenden Büchern, die heute in der Universitätsbibliothek Erfurt aufbewahrt werden:
- Bonaventura: Opuscula parva (2 Bände),
- Giorgio Valla: De expetendis et fugiendis rebus (2 Bände).

### Wittenberg

#### Kurfürstliche Bibliothek
Die Schlossbibliothek war 1512 vom Kurfürst Friedrich dem Weisen gegründet worden und befand sich zunächst in einem Raum seiner neuerrichteten Wittenberger Residenz. Das war für die Nutzung durch Universitätsangehörige ungünstig. 1536 ließ Johann Friedrich von Sachsen die Bücher in der obern großen hofstuben neu als Pultbibliothek aufstellen. Die Ausleihe eines Werks war nur für Professoren möglich und bedurfte einer besonderen Genehmigung.
Während Philipp Melanchthons Arbeit in der Schlossbibliothek sich mehrfach belegen lässt, ist für Luther nur eine Benutzung nachweisbar: Er entlieh in der Schlossbibliothek wahrscheinlich vor 1530 ein Exemplar des 1515 in Leipzig gedruckten Werks Der Spiegel hochlöblicher Bruderschaft des Rosenkranzes Mariä. Der Verfasser Marcus von Weida, ein Dominikaner, leitete mit dieser Schrift zum Rosenkranzgebet an. Luther trug in dem entliehenen Andachtsbuch sarkastische Randbemerkungen ein.

#### Bibliothek des Augustinerklosters
Wohl aus der Bibliothek des Wittenberger Augustinerklosters stammt ein 1514 in Lyon gedruckter Folioband mit Schriften Gabriel Biels: Collectorium und Canonis Misse Expositio. Luther trug Randbemerkungen in das Collectorium ein, wahrscheinlich im Zuge seiner Auseinandersetzung mit der scholastischen Theologie 1516/17. Als das Augustinerkloster 1525 aufgelöst wurde, gingen dessen Bücher in Luthers Privatbibliothek über. Er äußerte in den Tischreden, dass er auch Bücher behalte, mit denen er sich als Mönch gequält hätte. Jedenfalls nutzte er den Band auch in späterer Zeit, wie die Randbemerkungen zeigen. Er wird heute in der Bibliothek des Evangelischen Predigerseminars Wittenberg aufbewahrt.

## Luther als Buchbesitzer
Als typischer Gelehrter des 16. Jahrhunderts baute Luther seine Privatbibliothek durch eigene Einkäufe und Buchgeschenke seiner Freunde auf. Neuerscheinungen der Frankfurter Messe behielt Luther im Blick. Er gab genau an, welche Bücher dort für seine Bibliothek erworben werden sollten. In seiner Programmschrift An die Ratherren aller Städte deutschen Lands (1524) machte er Vorschläge, wie eine Bibliothek idealerweise aufgebaut werden sollte: Aber meyn rad ist nicht, das man on unterschied allerley buecher zu hauff raffe ... Erstlich sollt die heylige schrifft beyde auff Lateinisch Kriechisch Ebreisch und Deudsch, und ob sie ynn noch mehr sprachen were, drynnen seyn. Darnach die besten ausleger ... Darnach solche buecher, die zu den sprachen zu lernen dienen, alls die Poeten und Oratores ... Denn aus solchen mus man die Grammatica lernen. Darnoch sollten seyn die buecher von den freyen kuensten und sonst von allen andern kuensten. Zuletzt auch der Recht und Ertzeney buecher … Mit den fuernemsten aber sollten seyn die Chronicken und Historien … Zum Aufbau der Schlossbibliothek, der während seiner Professur in Wittenberg stattfand, äußerte er sich nicht.
Ernst Thiele charakterisierte Luthers Umgang mit den Büchern in seiner Bibliothek so: „Luther las gern mit der Feder in der Hand und gab seinem Beifall oder Mißfallen sofort am Rande des Buches Ausdruck, ließ sich auch wohl zum Weiterspinnen eines Gedankes aus der Lektüre anregen und benutzte die Einbanddeckel und Vorsatzblätter zu selbständigen Notizen. Fast die Hälfte der Bücher sind Bibeln oder Bibelteile in deutscher oder fremder Sprache. In ihnen sind die Randglossen in der Mehrzahl Studien zur Übersetzung in das Deutsche.“

### Altes Testament
Bereits vor 1519 erwarb Luther eine hebräische Bibel, die (ausweislich ihrer hebräischen und jiddischen Einträge) zwei jüdische Vorbesitzer hatte. Diese Bibel wurde in Brescia gedruckt und im Stuttgarter Raum gebunden; auf welchen Wegen sie in Luthers Besitz gelangte, ist unbekannt. Luther nutzte sie zeit seines Lebens; seine Einträge darin waren meist lateinisch, selten deutsch.
Beim Wolfenbütteler Psalter handelt es sich um Arbeitsmaterial aus dem Universitätsbetrieb: Für seine Psalmenvorlesung 1513 ließ Luther den Text des lateinischen Psalters mit breitem Seitenrand und weiten Zeilenzwischenräumen in kleiner Auflage drucken. Sein ungebundenes Handexemplar, angefüllt mit Notizen zur Vorlesung, bewahrte Luther in seiner Privatbibliothek auf und verschenkte es in den 1540er Jahren. Ebenfalls im Kontext dieser Psalmenvorlesung nutzte Luther ein Exemplar des von Faber Stapulensis 1509 veröffentlichen Quincuplex Psalterium. Es wurde 1885 in der Sächsischen Landesbibliothek entdeckt: „In der That: ein wertvolles Stück aus Luthers Handbibliothek ist hier entdeckt, ein Buch, dessen Randglossen uns einen unmittelbaren Einblick in des Reformators Studierstube gewähren. Wir sehen hier, wie er für seine Vorlesungen vorarbeitet, wir können controllieren, mit welchen Hülfsmitteln er in das Schriftverständniß einzudringen bemüht ist.“ Das Buch ist seit 1945 verschollen.
Johannes Lang schenkte Luther einen hebräischen Psalter, der 1516 bei Froben in Basel gedruckt worden war. Darin finden sich rund 50 präzise Textkorrekturen, wie etwa die Hinzufügung oder Entfernung eines Dagesch. Luther war also sehr um den hebräischen Text bemüht, schrieb aber am Rand selbst nur einzelne hebräische Buchstaben. Wollte er ein ganzes Wort notieren, dann geschah das in lateinischer Umschrift. Ein 1483 gedruckter hebräischer Psalter aus Luthers Bibliothek, der in der Ratsbibliothek Danzig aufbewahrt wurde, war dort bereits im späten 19. Jahrhundert unauffindbar. Diesen Psalter hatte Luther älteren Beschreibungen zufolge intensiv durchgearbeitet, und es ließen sich häufig Bezüge zu seinem 1524 gedruckten deutschen Psalter aufzeigen. Luther hatte einen lateinischen und einen deutschen Psalter seiner Privatbibliothek im ständigen Gebrauch; der Nachbesitzer Erhard von Kunheim ließ sie zu einem Buch binden (sogenannter Kunheim-Psalter). Dabei handelt es sich um zwei Wittenberger Drucke von 1528 (New deudsch Psalter) und 1529 (PSALTERIUM, Translationis veteris, Correctum). Von Luthers Hand finden sich darin zahlreiche Einträge aus verschiedener Zeit, manchmal trug er im Kunheimer Psalter eine deutsche Formulierung ein, die später bei der Revision von Luthers deutschem Psalter übernommen wurde. Der Kunheim-Psalter wurde bis 1945 in der Stadtbibliothek Breslau aufbewahrt. Er ist seitdem verschollen.
Luthers Bibelübersetzung war 1534 fertiggestellt und gedruckt. Danach überprüfte ein Wittenberger Gelehrtenkreis unter Leitung Luthers ab Juli 1539 die Übersetzung des Alten Testaments nochmals gründlich. Luthers Handexemplar bei dieser Revision, in das er seine Änderungswünsche eintrug, ist erhalten und befindet sich in der Thüringer Universitäts- und Landesbibliothek. Er nutzte ein ungebundenes Arbeitsexemplar, das er dann mit seinen Notizen Georg Rörer übergab, der als oberster Korrektor die Neuauflage in der Druckerei von Hans Lufft zu überwachen hatte. Rörer ließ es binden, wobei die Ränder erheblich beschnitten wurden (ohne Rücksicht auf Luthers Notizen).
Die Herzog August Bibliothek in Wolfenbüttel besitzt ein Exemplar des 1534 gedruckten deutschen Psalters, das aus Luthers Privatbibliothek stammt. Darin gibt es aber keine Glossen Luthers.

### Neues Testament

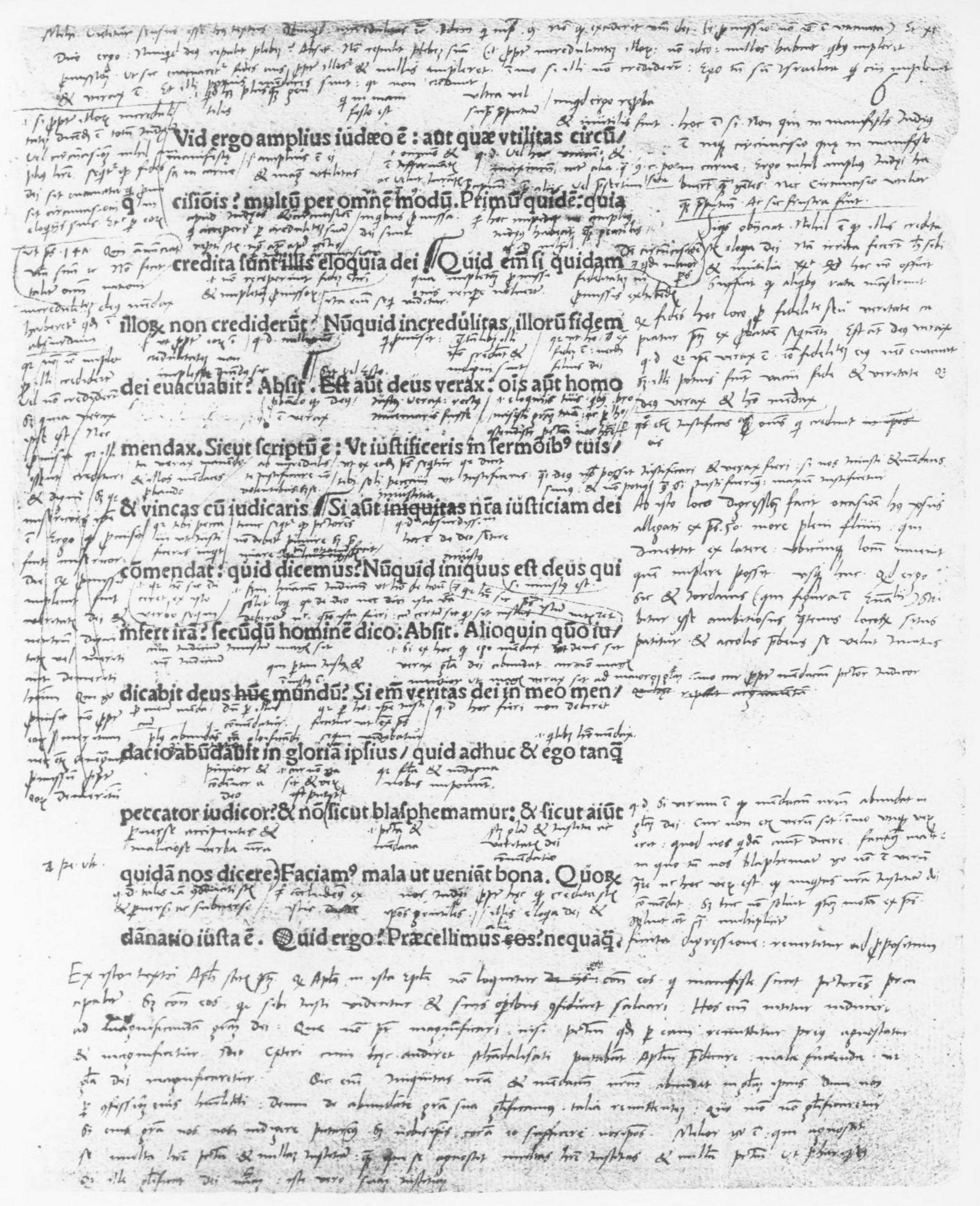
Seite aus Luthers Handexemplar des Römerbriefs mit eigenhändigen Kommentaren für seine Vorlesung

Für seine Römerbriefvorlesung 1516/17 ließ Luther (ebenso wie bei der vorherigen Psalmenvorlesung) den lateinischen Text mit breitem Rand und weiten Zeilenabständen drucken. Sein Arbeitsexemplar, das er handschriftlich mit Glossen und Scholien füllte, fand Johannes Ficker in der Königlichen Bibliothek Berlin und veröffentlichte es 1909. Nach 1945 galt es als verschollen. Später wurde bekannt, dass es als Teil der sogenannten Berlinka in der Jagiellonischen Bibliothek in Krakau aufbewahrt wird, aber für die Öffentlichkeit nicht zugänglich ist.
Kurz nachdem 1527 die vierte Auflage von Erasmus’ Novum Testamentum mit Annotationes von Froben in Basel gedruckt worden war, gelangte ein Exemplar in Luthers Bibliothek. Das lässt sich daraus schließen, dass dieses Werk in Wittenberg in Schweinsleder gebunden wurde und dabei ein Rollenstempel mit Medaillonbildnissen und der Jahreszahl 1528 verwendet wurde.
Die Revision des Neuen Testaments der Lutherbibel begann 1541; Luther nutzte als Handexemplar ein 1540 von Hans Lufft gedrucktes Neues Testament. „Dieses Buch ist aufs Lebhafteste handschriftlich durchgearbeitet. Für zwei handschriftliche Eintragungen kommt als Schreiber mit Bestimmtheit Melanchthon in Betracht. … Die Hauptmasse der Änderungen … an Text, Glossen und Vorreden entfällt unbestreitbar auf Luther und Rörer.“

### Sonstige Werke
Melanchthon schenkte Luther einen 1517 in Venedig gedruckten Band Homer. Eintragungen Luthers gibt es darin nicht. Das Buch befindet sich in der Columbia University Library. Ebenfalls ohne Eintragungen von Luthers Hand ist eine lateinische Übersetzung der Werke Platons durch Marsilius Ficinius, die sich im Evangelischen Predigerseminar Wittenberg befindet.
Im Jahr 1531 schenkte Melanchthon Luther einen Druck der Confessio Augustana und ihrer Apologie. In der Widmung äußerte er die Bitte, dass Luther den Text lesen und verbessern möge. Die Lesespuren Luthers konzentrieren sich in einzelnen Kapiteln.
Der Nürnberger Veit Dietrich schenkte Luther einen Druck von Ludwig Senfls Magnificat octo tonorum (Nürnberg 1537). Luther stand mit dem Komponisten in Briefkontakt.
Der Dominikaner und Orientmissionar Ricoldo da Monte di Croce verfasste nach 1300 eine Streitschrift gegen die Osmanen als Bedrohung des Byzantinischen Reiches; diese wurde ins Griechische übersetzt und 1506 unter dem Titel „Widerlegung des Koran oder des Gesetzbuchs der Sarazenen“ (Confutatio Alcorani seu legis Saracenorum) ins Lateinische rückübersetzt. Luther besaß in seiner Bibliothek einen Basler Druck dieser letzteren Schrift und veröffentlichte 1542 seine eigene, recht freie Übersetzung ins Deutsche. Das von ihm dabei benutzte und mit Glossen versehene Handexemplar der lateinischen Confutatio befindet sich in der SLUB Dresden.
Zur Vorbereitung seiner antijüdischen Pamphlete der Jahre 1542/43 nutzte Luther ältere Literatur, von der eine 1520 in Paris gedruckte judenfeindliche Schrift des Kartäusers Porchetus Salvaticus aus Luthers Bibliothek erhalten blieb. Sie trägt den Titel: „Sieg über die ungläubigen Hebräer“ (Victoria adversus impios Hebraeos). Porchetus führte darin aus der rabbinischen Literatur mehrere Zitate zum Bar-Kochba-Aufstand an, und Luther kommentierte sie am Rand: Leüg dich nicht zu tod bruder und an anderer Stelle Leüg getrost. Dieses Buch befindet sich heute in der Badischen Landesbibliothek.
In Luthers Privatbibliothek befand sich ein 1541 in Lyon gedrucktes Exemplar von Erasmus’ Sentenzensammlung (Apophtegmatum opus). Seine Randbemerkungen zeigen, dass er je länger je mehr vom schlechten Charakter des Erasmus überzeugt war. Das Buch wurde im 18. Jahrhundert für die Fürstlich Stolbergische Bibliothek zu Wernigerode erworben. Es ist seit 1945 verschollen.

## Luthers Bibliothek in Wittenberg

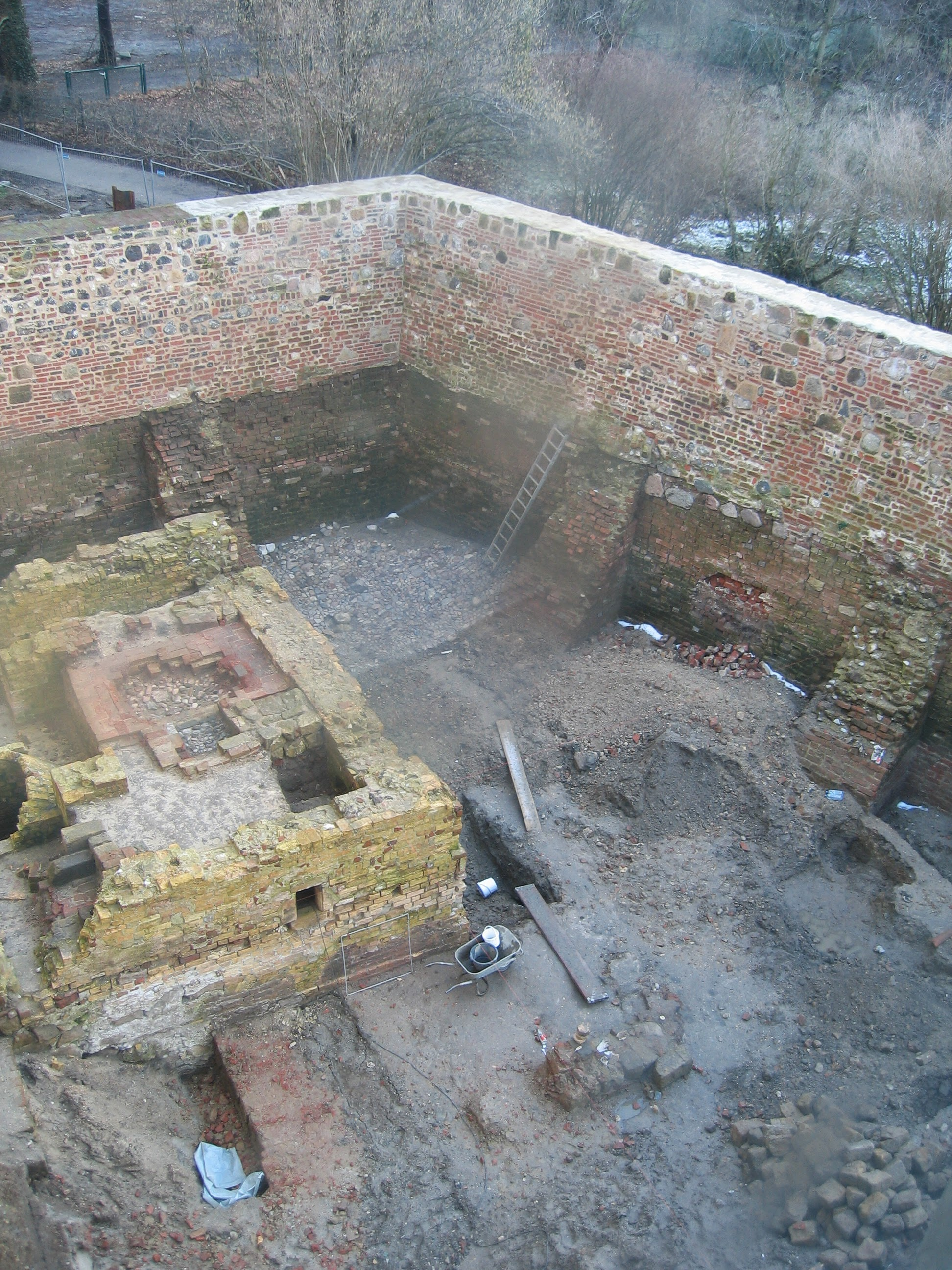
Ausgrabungen im Bereich des Südflügels des ehemaligen Wittenberger Augustinerklosters (2005)

Die Raumnutzung im Südflügel des Wittenberger Augustinerklosters nach dessen Auflösung und damit auch die Lage von Studierzimmer und Privatbibliothek Luthers ist unsicher. Die Universität baute den ganzen Südflügel später ihren Zwecken entsprechend um. Bei den archäologischen Ausgrabungen 2004/05 kamen neben anderen Kleinfunden relativ viele Buchschließen und Eckbeschläge aus Messing ans Licht. Sie werden der 1. Hälfte des 16. Jahrhunderts und damit Luthers Bibliothek zugeordnet und dokumentieren mit ihren Gebrauchsspuren die Nutzung dieser Bibliothek. Es handelt sich um abgelöste Buchbeschläge, bei denen die Reparatur nicht lohnte und die deshalb durch neue ersetzt wurden. So gelangten sie in den Müll.
Nach Luthers Tod 1546 beauftragte Kurfürst Johann Friedrich von Sachsen seinen Leibarzt Matthäus Ratzenberger damit, ein Inventar von Luthers Bibliothek anzulegen, weil sie als wertvoll galt. Dabei ging es sowohl um Drucke, die Luther besaß, als auch um seine Manuskripte. Diese systematische Erfassung kam aber nicht zustande. Einige Bücher Luthers gingen in die Bibliotheken seiner Wittenberger Kollegen über, ein großer Teil verschwand spurlos, und was übrig geblieben war, teilten Luthers drei Söhne 1556 unter sich auf. Mehrere Bücher, die durch handschriftliche Einträge Luthers interessant waren, verschenkten sie weiter. Beispielsweise erhielt der in Wittenberg studierende ostfriesische Adlige Unico Manninga 1550 Erasmus’ Novum Testamentum aus Luthers Bibliothek zum Geschenk, die von Luther glossierte judenfeindliche Schrift des Porchetus verschenkte sein Sohn Martin an den Wittenberger Hebräischprofessor Heinrich Moller.
Es waren dann lutherische Fürsten, die in der zweiten Hälfte des 16. Jahrhunderts besonderes Interesse für Luthers Buchbesitz zeigten, verbunden mit dem Wunsch, einige Bände für die eigene Bibliothek zu erwerben. In den 1570er Jahren beauftragte Kurfürst August von Sachsen Luthers Sohn Paul damit, die Reste von Luthers Bibliothek zusammenzuführen. Paul Luther räumte ein, dass er sich in seinen jungen Jahren um die Bibliothek seines Vaters nicht gekümmert habe. Der Administrator des Erzbistums Magdeburg und spätere Kurfürst Joachim Friedrich von Brandenburg erwarb 1594 von Luthers Enkeln einige wertvolle Bücher für seine eigene Sammlung, darunter Luthers Handexemplar der 1494 in Brescia gedruckten hebräischen Bibel. Die Enkel Luthers stellten den Wert dieser Bibel in ihrem Schreiben an den Käufer heraus: sie sei „eine herliche und schoene Zierde einer ganzen Librarey und mit Golde nicht zu vergleichen“. Außerdem verkauften sie bei dieser Gelegenheit „zwo teutsche Biebeln, so ao. 1545 gedruckt“, die ihr Großvater seinen Söhnen Hans und Paul hinterlassen habe.

## Forschungsgeschichte
Ernst Thiele erstellte 1917 eine Liste von erhaltenen „Büchern aus Luthers Bibliothek“, die 27 bibliographische Einheiten umfasste. Thiele listete hier freilich auch die von Luther mit Randglossen versehenen Bände des Erfurter Augustinerklosters, die nie Teil seiner Privatbibliothek waren. Die deutsche Bibel von 1540 in Wolfenbüttel und der deutsche Psalter von 1534 in Helmstedt, die Thiele in seiner Liste führte, galten später nicht mehr als Handexemplare Luthers. Außerdem findet sich in Thieles Liste Luthers hebräischer Psalter, der Anfang des 18. Jahrhunderts in der Ratsbibliothek zu Danzig aufbewahrt wurde und 1704 beschrieben wurde. Er gilt aber schon seit dem späten 19. Jahrhundert als verschollen. Auf Thieles Liste wird in der Fachliteratur weiterhin verwiesen, obwohl sie überholt ist und im 20./21. Jahrhundert einige weitere Schriften aus Luthers Bibliothek bekannt wurden. Band 60 der Weimarer Ausgabe der Werke Luthers enthält ab S. 417 ein Verzeichnis der Originalhandschriften Luthers (Stand 1980), das Thieles überholte Liste ersetzen soll; dort S. 424–426: Bücher mit eigenhändigen Glossen und Bücher aus Luthers Bibliothek (ohne Glossen).